# استاد فرانسيه
استاد فرانسيه هو فريق كرة سلة فرنسي أٌسس عام 1883.